# Polyxenus sokolowi
Polyxenus sokolowi är en mångfotingart som beskrevs av Lignau 1924. Polyxenus sokolowi ingår i släktet Polyxenus och familjen penseldubbelfotingar. Inga underarter finns listade i Catalogue of Life.